# Beverly, Ohio
Beverly là một làng thuộc quận Washington, tiểu bang Ohio, Hoa Kỳ. Năm 2010, dân số của làng này là 1313 người.

## Dân số
- Dân số năm 2000: 1282 người.
- Dân số năm 2010: 1313 người.